# Coppa del Mondo di biathlon 1980
La Coppa del Mondo di biathlon 1980 fu la terza edizione della manifestazione organizzata dall'Unione Internazionale del Pentathlon Moderno e Biathlon; erano previste soltanto gare maschili.
Furono disputate 10 gare. Nel corso della stagione si tennero a Lake Placid i XIII Giochi olimpici invernali, non validi ai fini della Coppa del Mondo, il cui calendario contemplò dunque un'interruzione nel mese di febbraio.
Il tedesco orientale Frank Ullrich si aggiudicò la coppa di cristallo, il trofeo assegnato al vincitore della classifica generale. Non vennero stilate classifiche di specialità; Klaus Siebert era il detentore uscente della Coppa generale

## Risultati
| Data            | Località   | Nazione          | Spec. | Primo             | Secondo              | Terzo                |
| --------------- | ---------- | ---------------- | ----- | ----------------- | -------------------- | -------------------- |
| 18 gennaio 1980 | Ruhpolding | Germania Ovest   | IN    | Klaus Siebert     | Eberhard Rösch       | Matthias Jacob       |
| 19 gennaio 1980 | Ruhpolding | Germania Ovest   | SP    | Frank Ullrich     | Klaus Siebert        | Yvon Mougel          |
| 24 gennaio 1980 | Anterselva | Italia           | IN    | Klaus Siebert     | Frank Ullrich        | Alfred Eder          |
| 26 gennaio 1980 | Anterselva | Italia           | SP    | Frank Ullrich     | Matthias Jung        | Manfred Beer         |
| 14 marzo 1980   | Lahti      | Finlandia        | IN    | Vladimir Gavrikov | Matthias Jung        | Keijo Kuntola        |
| 15 marzo 1980   | Lahti      | Finlandia        | SP    | Vladimir Gavrikov | Frank Ullrich        | Klaus Siebert        |
| 20 marzo 1980   | Hedenäset  | Svezia           | IN    | Klaus Siebert     | Frank Ullrich        | Eberhard Rösch       |
| 22 marzo 1980   | Hedenäset  | Svezia           | SP    | Frank Ullrich     | Klaus Siebert        | Vladimir Alikin      |
| 26 marzo 1980   | Murmansk   | Unione Sovietica | SP    | Eberhard Rösch    | Vladimir Alikin      | Vladimir Velitschkov |
| 28 marzo 1980   | Murmansk   | Unione Sovietica | IN    | Frank Ullrich     | Vladimir Velitschkov | Eberhard Rösch       |

Legenda:

IN = individuale

SP = sprint

## Classifiche

### Generale
| Pos. | Nome              | Nazione          | Punti |
| ---- | ----------------- | ---------------- | ----- |
| 1    | Frank Ullrich     | Germania Est     | 148   |
| 2    | Klaus Siebert     | Germania Est     | 146   |
| 3    | Eberhard Rösch    | Germania Est     | 133   |
| 4    | Vladimir Gavrikov | Unione Sovietica | 129   |
| 5    | Mathias Jung      | Germania Est     | 127   |